# إزرائيل سانشيز
إزرائيل سانشيز هو لاعب كرة قاعدة كوبي، ولد في 20 أغسطس 1963.

## وصلات خارجية
- إزرائيل سانشيز على موقعبيزبول رفرنس.كوم (الدوري الرئيسي) (الإنجليزية)